# 가자족
가자족(영어: Gaza People)은 아프리카 원주민의 하나로 주로 모잠비크에 살고 있는 민족이다. 